# Halysidota harrisii
Halysidota harrisii är en fjärilsart som beskrevs av Walsh 1864. Halysidota harrisii ingår i släktet Halysidota och familjen björnspinnare. Inga underarter finns listade i Catalogue of Life.

## Bildgalleri

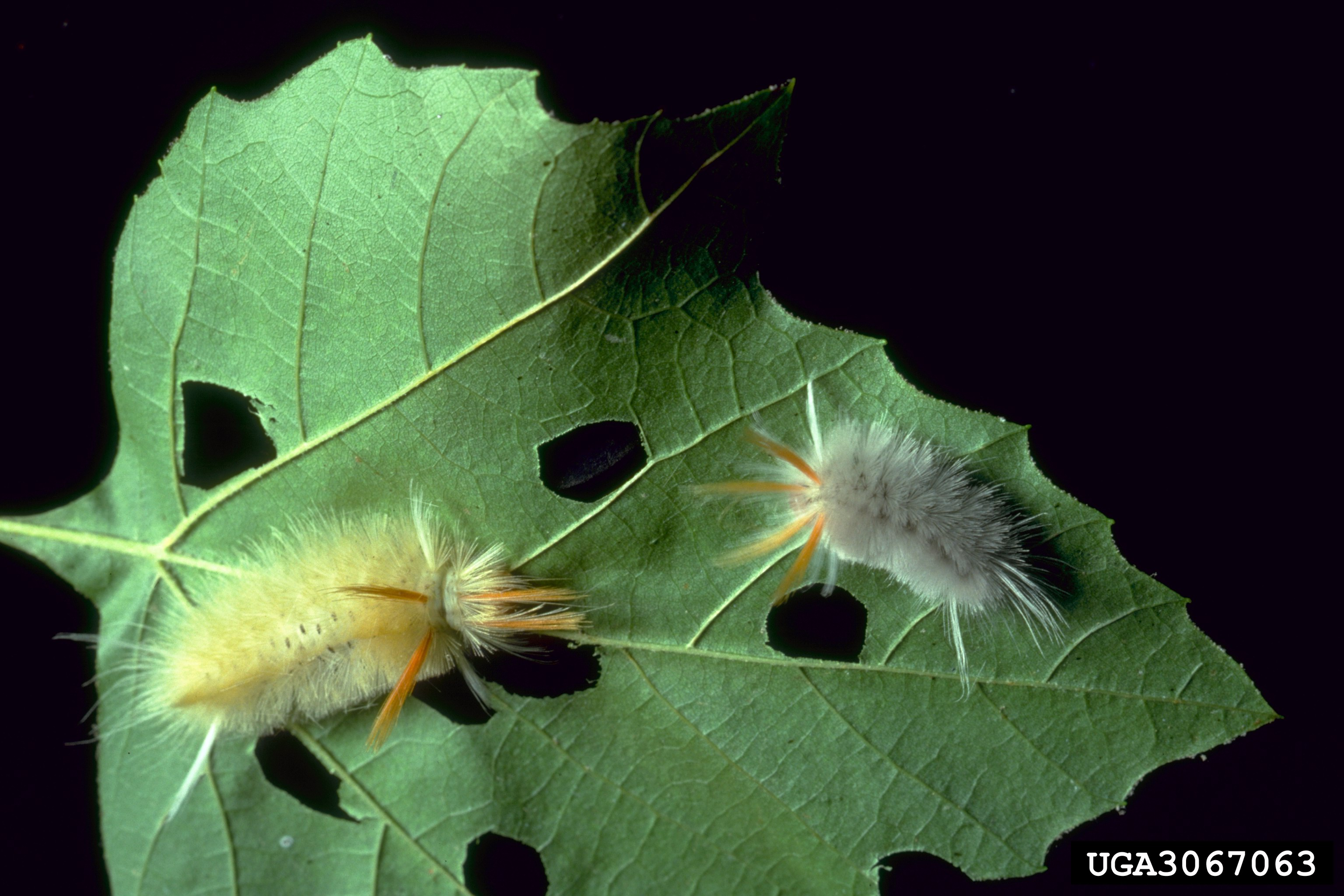
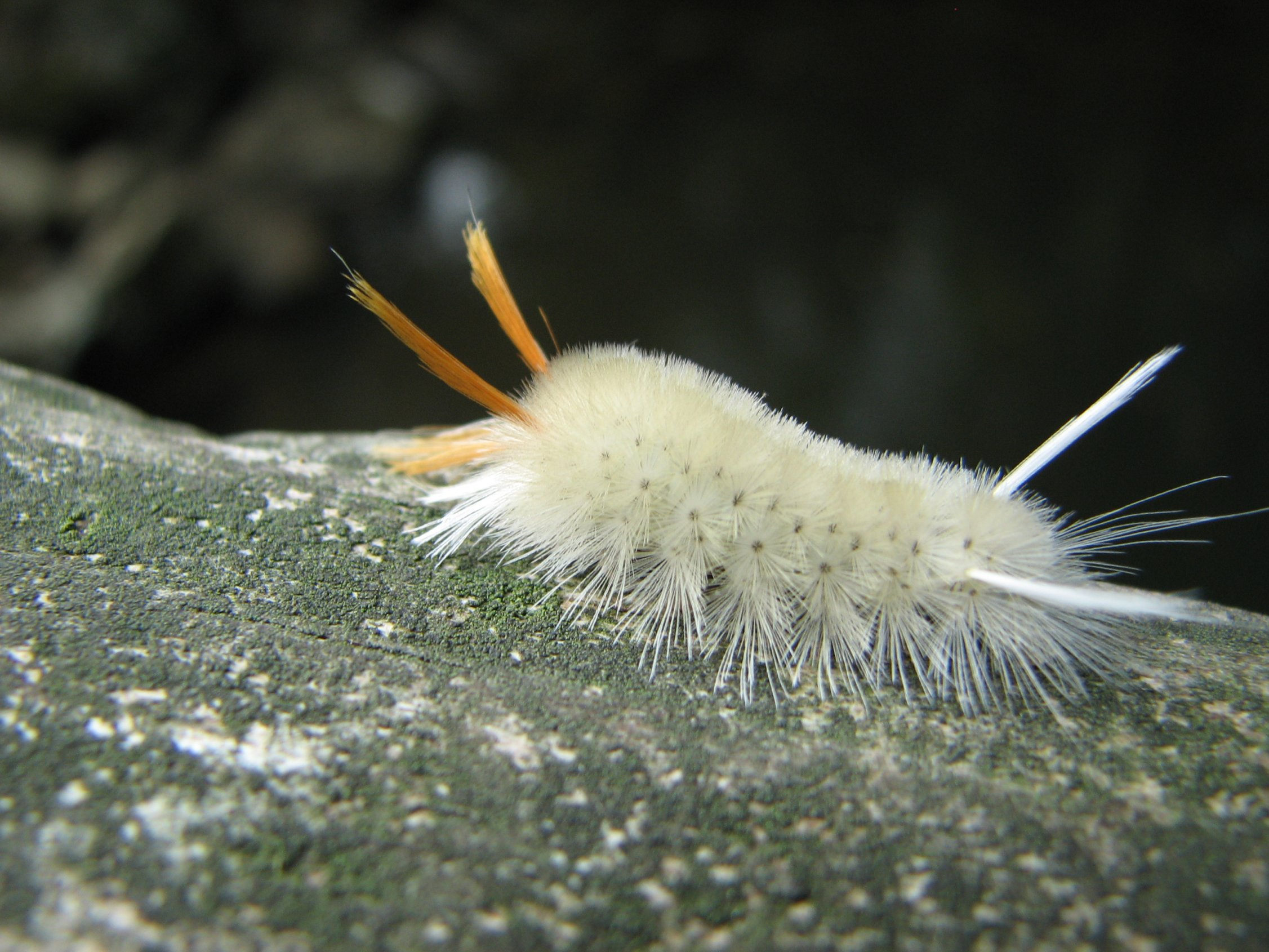